# افربن
اَفَربَن (پارسی میانه: Afarban) یکی از نجیب‌زادگان ساسانی در پایان سده سوم میلادی در زمان حکومت نرسه بود.

## زندگی
افربن در سال ۲۹۷/۲۹۹ میلادی در زمان انعقاد عهدنامه نصیبین به گفته پطرس پاتریسی در کنار برزشاپور نماینده ایران در برابر سیکوریوس پروبوس رومی بود. بر اساس این گزارش وی فرماندار پرایتوری بود که از نظر تاریخ‌نگاری به عنوان ترجمه اصطلاح فارسی هزاربد درک می‌شود. پطرس همچنین می‌گوید که او در پیشگاه نرسه عزیز بوده‌است.